# 尼尔斯·范斯特尼斯
尼尔斯·范斯特尼斯（荷蘭語：Niels van Steenis，1969年11月3日—），荷兰男子赛艇运动员。他曾代表荷兰参加1996年夏季奥林匹克运动会赛艇比赛，获得男子八人单桨有舵手金牌。